# Eurychone
Eurychone är ett släkte av orkidéer. Eurychone ingår i familjen orkidéer.
Kladogram enligt Catalogue of Life:
| Eurychone | \| \| Eurychone galeandrae \| \| \| \| \| \| Eurychone rothschildiana \| \| \| \| |
|           | \| \| Eurychone galeandrae \| \| \| \| \| \| Eurychone rothschildiana \| \| \| \| |
|           | Eurychone galeandrae                                                              |
|           |                                                                                   |
|           | Eurychone rothschildiana                                                          |
|           |                                                                                   |

## Bildgalleri

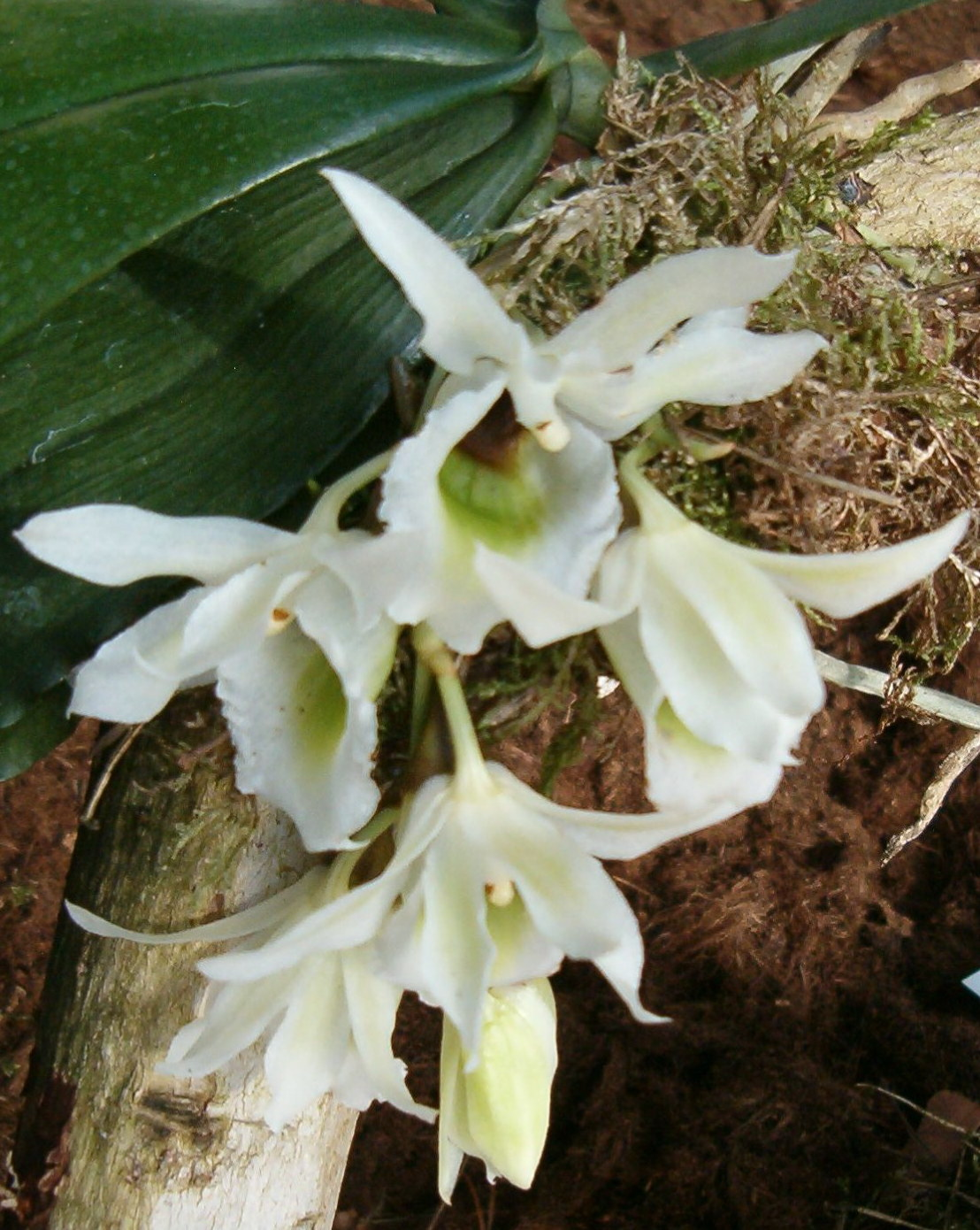